# 拉什莫尔山
拉什莫尔山国家纪念公园（英語：Mount Rushmore National Memorial），中文媒体常稱美國總統公園、美國總統山、总统雕像山，是坐落于美國南达科他州基斯通附近的美国总统纪念设施。公园内有四座高达60英尺（约合18米）的美国歷史上著名的前总统头像，分别是华盛顿、杰斐逊、老罗斯福和林肯，这四位总统被认为是美國最偉大的總統，代表了美国建国150年来的历史。整个公园占地面积1278英亩（5.17平方公里），最高处海拔为5725 英尺 （1745 米）。公园由美国内政部下属的美國國家公園管理局管理，每年吸引约两百万游客。
1885年，美国纽约的著名律师查尔斯·E·拉什莫尔将其在南达科他州布拉克山所拥有的矿山附近的一座花岗岩山以其姓氏命名为“拉什莫尔山”，这就是拉什莫尔山名字的来由。数十年后拉什莫尔山国家纪念公园的建造计划正式启动后，拉什莫尔本人还曾捐助了5000美元。在拉什莫尔山上建造雕塑初衷是为了吸引更多的人们前来布拉克山地区旅游，然而这个建造计划却引发了美国国会和时任总统卡尔文·柯立芝之间旷日持久的争论。最终，建造计划获得了国会的批准。整个工程的建设于1927年开始，并于1941年宣告完成。

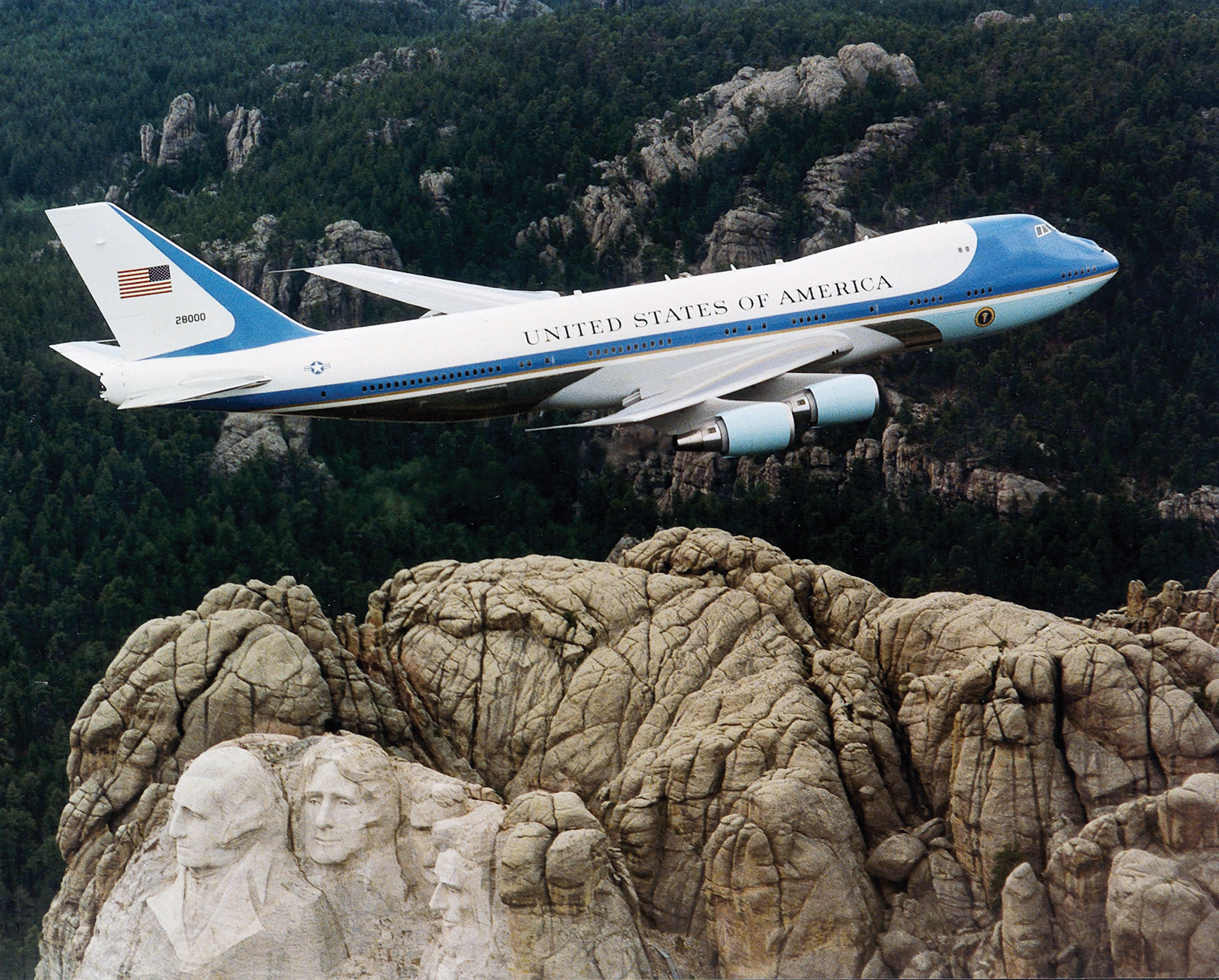
拉什莫尔山与空军一号一样，俨然成为了美国总统的象征。图为空军一号正在飞越拉什莫尔山

时至今日，拉什莫尔山不仅跻身世界级旅游胜地，还成为美国文化內美国总统的象征。同时，在当代流行文化的影响之下，拉什莫尔山也衍生出了许多其他含义。

## 历史

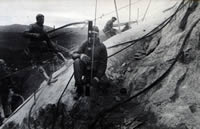
雕刻拉什莫尔山上的这些头像需要使用炸药，而在此之前必须先在山体表面上构造类似于蜂房的结构

早在1923年，就有一位名叫多恩·罗宾逊的历史学家提出在拉什莫尔山雕刻总统群像，以为南达科他州吸引更多游客。为此他在1924年说服了雕刻家格曾·博格勒姆前往布拉克山地区勘察，以判定这一地区是否适宜进行这一巨大的雕刻工程。起初设想的雕刻地点是布拉克山地区的尼德尔斯 ，那里有许多花岗岩柱可供雕刻。然而后来博格勒姆发现尼德尔斯地区的花岗岩长年受侵蚀作用损耗，难以在上面雕刻如此巨大的作品。而拉什莫尔山却符合雕刻的条件。博格勒姆在他看到拉什莫尔山时曾说：“美利坚将在这条天际线上延伸。”（"America will march along that skyline."）1925年3月，美国国会正式批准建设拉什莫尔山国家纪念公园。此间柯立芝总统强调，除了不可缺少的华盛顿之外，雕刻的其他三位总统必须为两位共和党人、一位民主党人。
从1927年10月4日到1941年10月31日，格曾·博格勒姆和约四百名工人花了整整14年时间，雕刻出了高达60英尺（约合18米）的四位美国总统巨像。这四位总统是乔治·华盛顿、托马斯·杰斐逊、西奥多·罗斯福和亚伯拉罕·林肯——他们代表了美国前150年的历史。博格勒姆之所以选择这四位总统，是因为他们在美国历史上享有的重要地位。
自1933年起，拉什莫尔山归入国家公园管理局的管辖范围。此后，工程师朱利安·斯波茨（Julian Spotts）对工程施工中的一些设施进行了改进。譬如他对施工用的吊车采取的加固措施，就使工人能够更轻松地从地面到达拉什莫尔山顶部。1934年7月4日，华盛顿的面部雕刻率先完成。两年后，托马斯·杰斐逊的雕像也雕刻完成了。第三个完工的是亚伯拉罕·林肯的雕像，这部分工程在1937年9月17日宣告竣工。同年，有人在国会提出议案，要求在整个雕刻中添加民权领袖苏珊·安东尼。但由于当时美国政府的年度预算案中有一个附加条款，规定投入这一工程的联邦基金只能用于已开始施工的四座雕刻上，这一计划被迫流产。1939年，雕刻的最后一部分——西奥多·罗斯福的头像宣告完工。

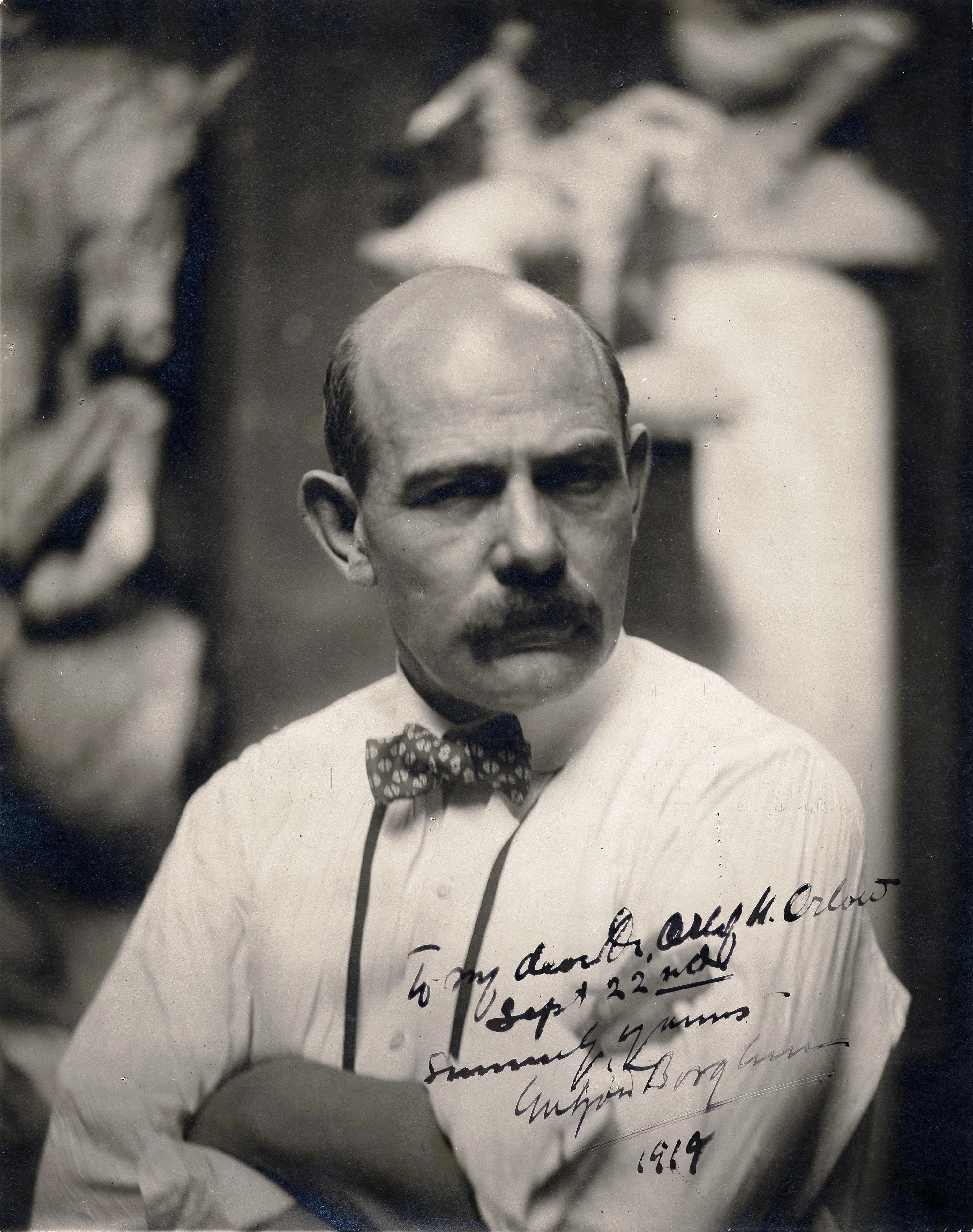
拉什莫尔山工程中核心人物——格曾·博格勒姆

1939年，格曾·博格勒姆指导设立了雕刻家工作室（Sculptor's Studio），用于陈列相关的缩微石膏模型以及制作工具。1941年3月，博格勒姆因血栓去世。他的儿子林肯·博格勒姆接替了他的工作，继续领导整个工程的进展。但在他去世七个月后，工程由于受到资金问题的困扰被迫停止下来。按照原先的计划，四位总统的雕像应均为半身像，即雕刻要包括腰部以上所有部分。由于半途停工，华盛顿的雕像只是一座胸像，而其他三位总统的雕像更只完成了头像部分。整个工程共耗资989,992.32美元。值得称道的是，这样一个浩大的工程在其施工过程中没有任何工人死亡。

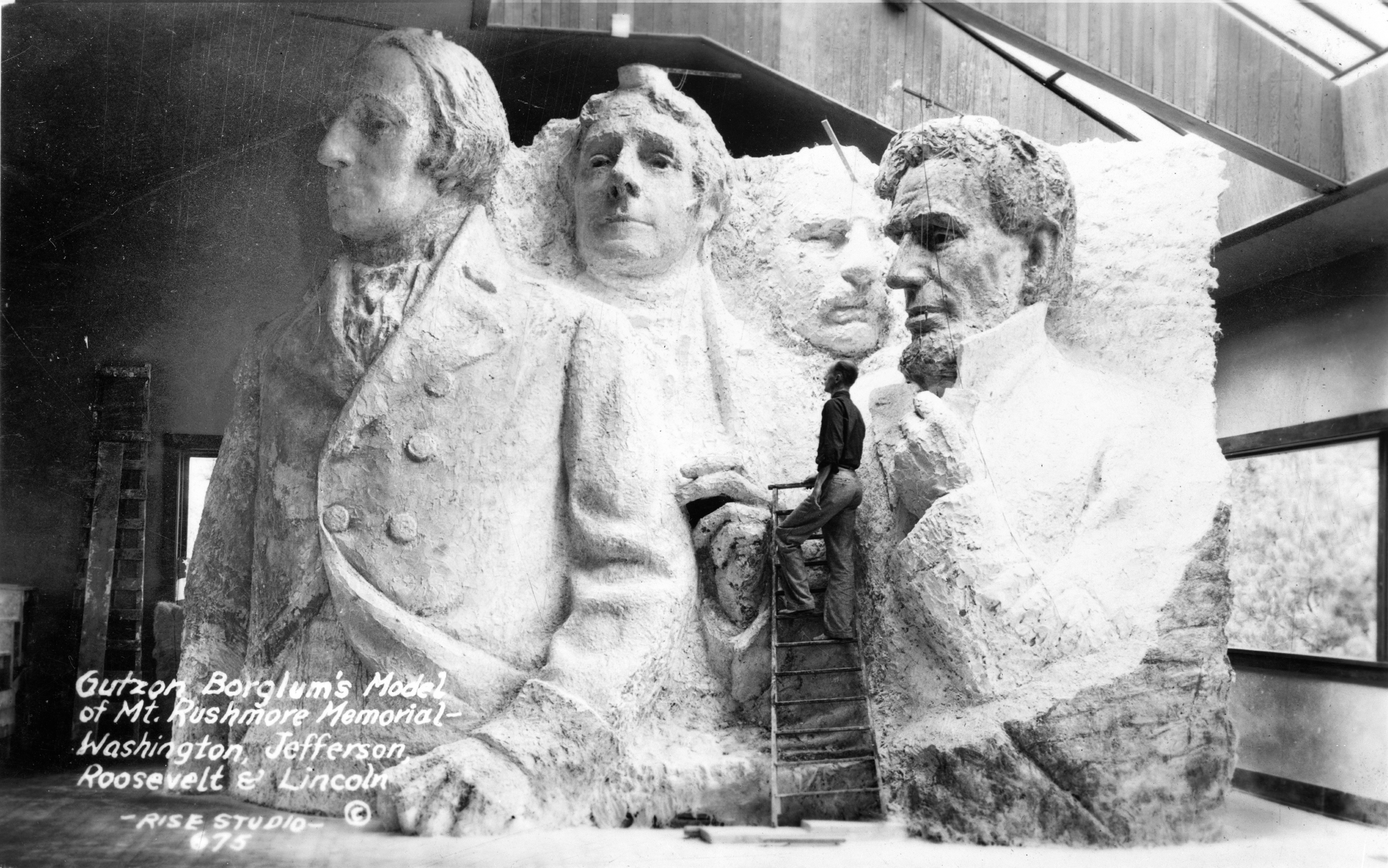
顯示出拉什莫尔山雕刻預期模樣的模型

1966年10月15日，拉什莫尔山被正式列入国家史迹名录。1975年，管理当局在老博格勒姆当年的工作室树立了一根特制的铜柱。铜柱上端是一块铜制的牌匾，上面镌刻着一篇四十年前由来自内布拉斯加州的威廉·安德鲁·伯基特（William Andrew Burkett）所写就的获奖文章。1934年格曾·博格勒姆曾与美国报业大亨威廉·蓝道夫·赫斯特合作，在后者拥有的报纸上举办了一次有奖征文比赛，以扩大这一工程的影响。最终，当时参加大学组征文的伯基特成为了幸运儿，虽然他的文章直到1975年才被真正在拉什莫尔山留下印记，但这篇获奖作文足以使他在当时获得了四年的大学奖学金。由于整个雕刻并没有按原定计划完成，长时间以来，拉什莫尔山国家纪念公园从来没有宣布正式落成。直到1991年7月3日，时任美国总统的老布什才为拉什莫尔山举行了官方的落成典礼，而这一天刚好是拉什莫尔山雕刻工程结束50周年。
1998年，历时十年的拉什莫尔山整修工程告一段落。工程中最后完工的部分包括游客中心、博物馆、总统之路以及人行便道等便利游客游览的设施。整个公园（特别是主要的雕刻部分）的日常维护工作相当复杂和繁琐，其中以清除雕像上的苔藓并对雕像进行清洗最为艰巨，而这项工作需要经常进行。2005年7月8日，德国的清洗机器制造商凯驰为总统雕像的面部进行了一次免费清洁。清洁过程中使用的高压水温度高达200华氏度（约合90摄氏度）。
2019年11月23日，世上最后一位参与拉什莫尔山工程的建筑工人在南达科他州西部医院过世。

## 争议
居住于附近的美國原住民部落认为布拉克山是他们的圣山。在1876至1877年的布拉克山战争后，美国政府从拉科塔部落印第安人手中夺取了这块地区，而后者则是1776年在与夏延部落的战争中获得这片土地的。此后被赶出这片地区的拉科塔人与美国政府间的矛盾一直没有消失。而拉什莫尔山的总统雕像也成为拉科塔人批评的靶子。即便是在2004年有关当局任命了拉什莫尔山国家公园历史上第一位印第安裔负责人杰勒德·贝克（Gerard Baker）之后，这样的批评仍然没有停止。作为对于总统山工程的回应，拉科塔人在布拉克山区的另外一个地方建造了美國历史上著名拉科塔酋长瘋馬的瘋馬酋長紀念雕像；瘋馬作為一個印第安頭目，曾經反抗白人統治，以三千部眾起義，打敗美軍著名的卡士達將軍且將他獵首了。1948年以來，瘋马纪念雕像工程不尋求政府資金，而是依靠對美洲印第安人的福祉感興趣的私人資助，並在拉科塔部落的支持之下推動这座比总统山整体还略大些的雕像動工，至今仍在興建階段尚未完成。

## 生态环境

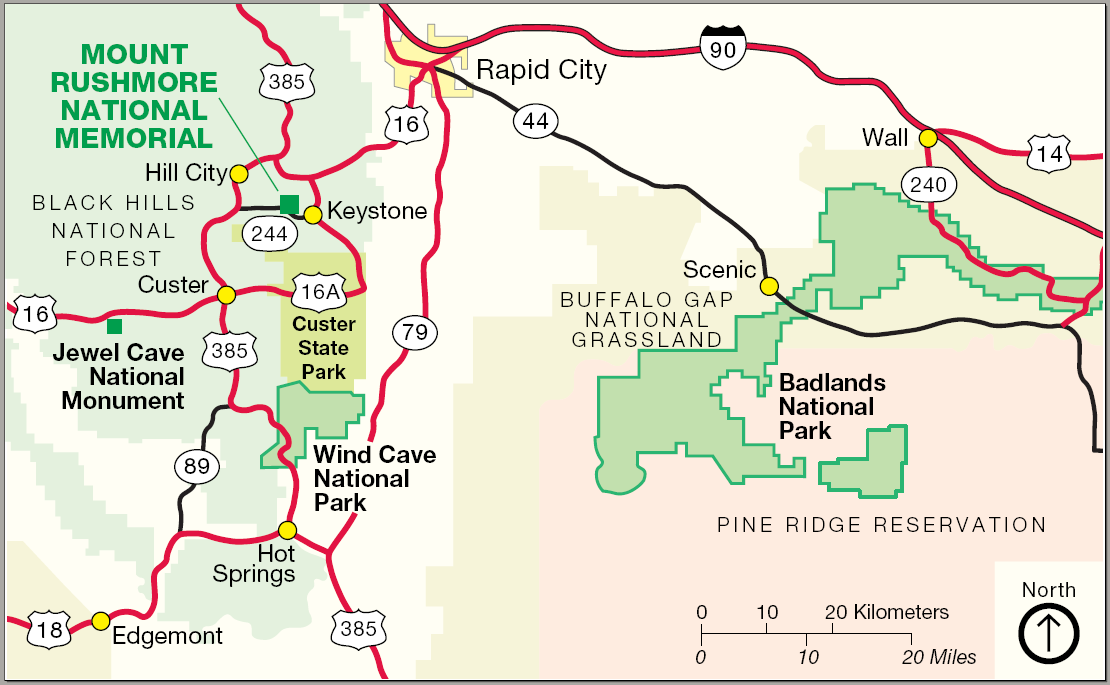

拉什莫尔山动植物的分布和构成情况与其所在的南达科他州布拉克山地区类似，纪念公园已经成为了许多布拉克山地区具有代表性的动植物栖息的乐土。诸如红头美洲鹫、秃鹫、鹰和草地鹨等大型鸟类经常在拉什莫尔山上空盘旋，它们还时常将自己的巢穴筑在山体的岩壁上。而一些体形相对较小的鸟类，比如鸣禽类、五子雀、啄木鸟等，则大都生活在山脚四周的松树林里。此外，公园里还繁衍生息着老鼠、花鼠、松鼠、臭鼬、豪猪、浣熊、海狸、郊狼、大角山羊和野猫等哺乳动物，它们中有不少是美国原产的动物。同时公园里面还生活着若干种青蛙和蛇。公园中还有两条小溪，分别叫“灰熊溪”和“椋鸟洼地溪”，它们为吻鱥和美洲紅點鮭提供了栖身之地。并非所有生活在当地的动物都是土生土长的。当地的山羊就是由从卡斯特州立公园中逃出来的羊群繁衍而来，而后者则是由加拿大作为一件礼物赠送给卡斯特公园的。
在海拔较低处，主要由北美黄松构成的的针树林覆盖了公园的绝大部分地区，制造了大片的绿荫，当然还有其它诸如刺果栎（Bur Oak）、云杉和白杨等树木夹杂其间。拉什莫尔山附近一共生长着9种灌木，同时还有种类繁多的野花，特别是金鱼草、向日葵和紫罗兰等。而在海拔较高的地方，植被则相对稀疏。 值得一提的是，在拉什莫尔山所在的布拉克山区，仅有接近5%左右的植物是土生土长的。
尽管拉什莫尔山所在的地区年平均降水量达到了18英寸（460毫米），但是却仍然无法满足动植物的巨大需水要求。植物们都竭力吸收着地表水以防止其流失；水沟、岩石渗水和泉涌等为动物们提供了引水之处，一定程度上减少了地表水流失带来的影响。此外，诸如砂岩和石灰岩的岩石构成也有利于地下水的形成。
通过对树木年轮抽样调查时发现的因火烧而留下的伤疤分析得知，拉什莫尔山附近的黄松林大约每27年发生一次森林火灾，这有助于清除长期堆积在地表上的残枝败叶，维持生态的自然循环。不过大规模的山林火灾却非常罕见，但可以确信的是，在这一地区的历史上一定发生过这样规模的大火。

## 地质概况

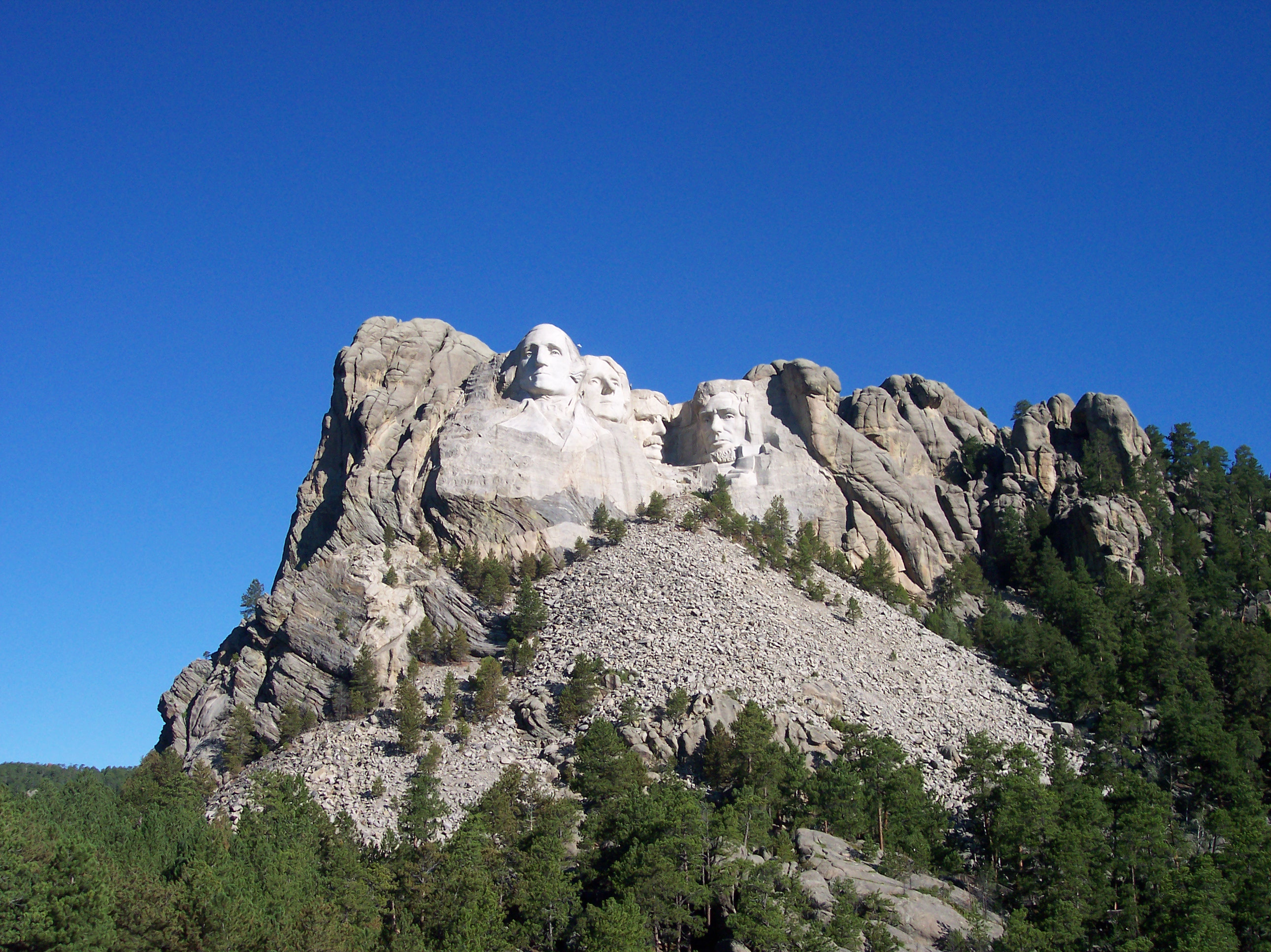
拉什莫尔山全景，正前方的石砾山为建造雕像时掉落的石块碎片堆积而成

拉什莫尔山主要由花岗岩构成。纪念雕塑位于布拉克山区的哈尼峰（Harney Peak）岩基的西北面岩壁上，所以在拉什莫尔山的雕刻上布拉克山区的地质构造一目了然。大约在16亿年以前的前寒武纪时期，岩基的岩浆侵入了正在形成中的云母和页岩层。然而，岩浆和云母、页岩层的不均匀冷却形成了纹理细密且带有粗糙颗粒的矿石岩层，包括石英、长石、白云母和黑云母等。而岩层之间的缝隙则填满了结晶花岗岩。总统雕像前额上的浅色纹路就是这些结晶花岗岩带的杰作。
前寒武纪末期，布拉克山区的花岗岩因为裸露而不断受到侵蚀。然而到了寒武纪时期，它却被大量的砂岩和其它沉积物所掩埋。该地区在整个古生代都沉睡于地下，但到了大约7000万年前因为受到地质抬升的作用而再次裸露并受到侵蚀。布拉莱克山地区在抬升过程中形成了一个海拔达20000英尺（约合6公里）的穹顶形地貌，但是随后经年累月的自然侵蚀使其只剩下了4000英尺（1.2公里）的海拔高度。 自然侵蚀去除了覆盖在花岗岩层上的沉积物和其它质地相对较软的岩层，使之有利于雕塑的建造。至今在华盛顿总统头像雕塑的下面，仍然可以看到花岗岩层和颜色更深的片岩之间的分界线。
博格勒姆之所以选择拉什莫尔山作为雕塑的建造地主要是基于以下几点考虑：首先，拉什莫尔山主要由平整的、纹理细密的花岗岩构成。花岗岩非常坚固，且其化学性质也非常稳定，每一万年的自然侵蚀仅有1英寸（2.5厘米），这就使其足够坚固以支撑整个雕塑；另外，5725英尺（1745米）的海拔也使其成为这一地区的最高峰；同时这座山的花岗岩裸露部分恰好朝向东南方向，这可以使雕像在一天的大部分时间内都沐浴在阳光下，从而呈现出更好的观赏效果。

## 观光旅游

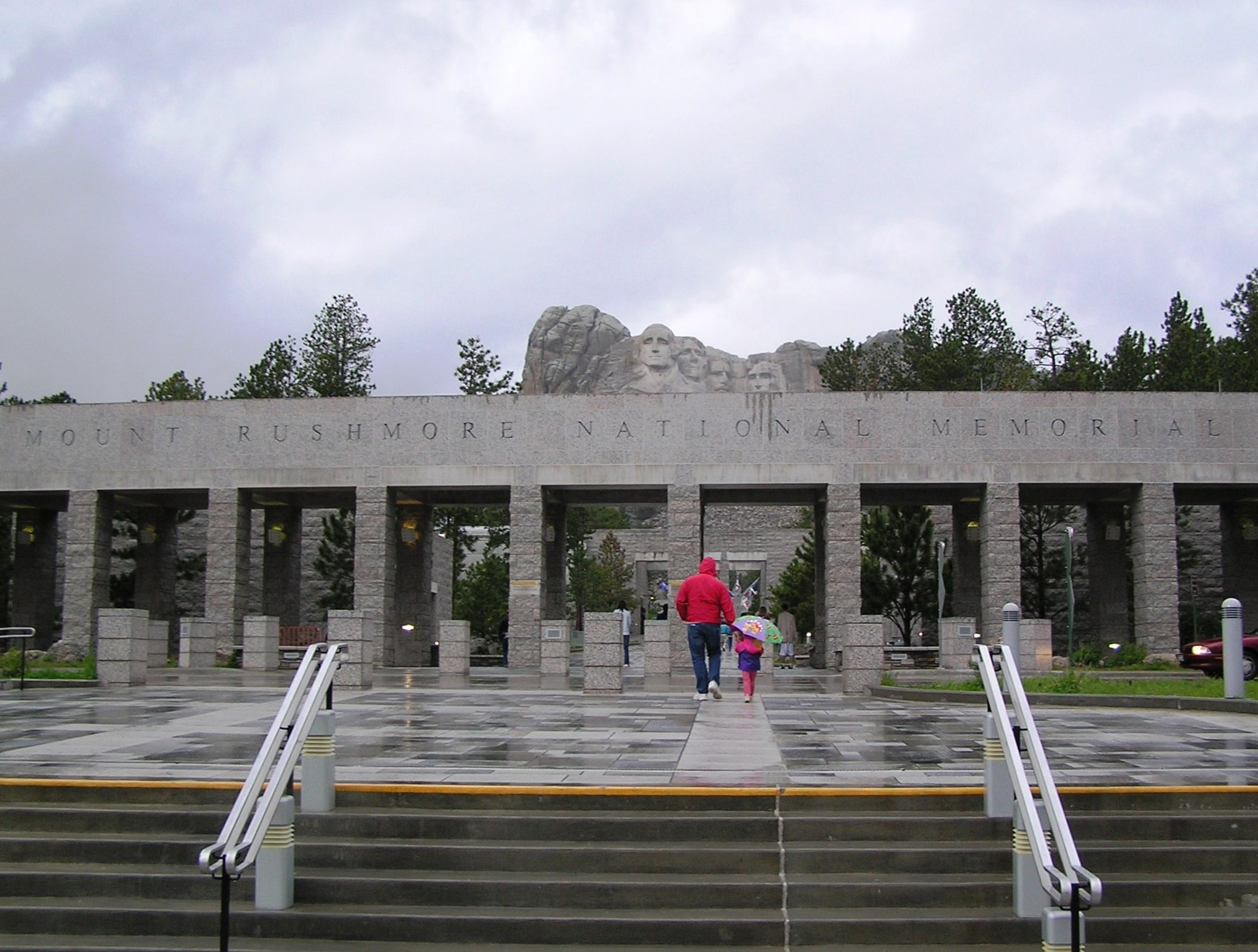
公园入口

旅游业是南达科他州的第二大产业。拉什莫尔山一直以来就是该州吸引游客数目最多的景点，仅2004年就有超过200万的游客慕名前来观光。
林肯·博格勒姆博物馆（Lincoln Borglum Museum）坐落于纪念公园内。它拥有两个125个座位的电影院，这两个电影院不停地播放着一部长度为13分钟的关于拉什莫尔山的短片。博格勒姆博物馆的上方，就是观赏雕塑的最佳地点是——大观景台（Grandview Terrace）。总统之路（The Presidential Trail），是指一条从大观景台开始并穿过黄松林最终到达雕刻家工作室（Sculptor's Studio）的小径，它为人们更近距离地接触纪念馆提供了很好的机会。雕刻家工作室由林肯·博格勒姆的父亲格曾·博格勒姆建造，内有对于整个雕塑建造过程以及所使用的工具的简介。临近黄昏时，电影院还将播放一部长度为30分钟的介绍纪念公园的节目。随后，整座拉什莫尔山将会被灯光所照亮，灯光照明每天持续2个小时。

## 流行文化中的拉什莫尔山

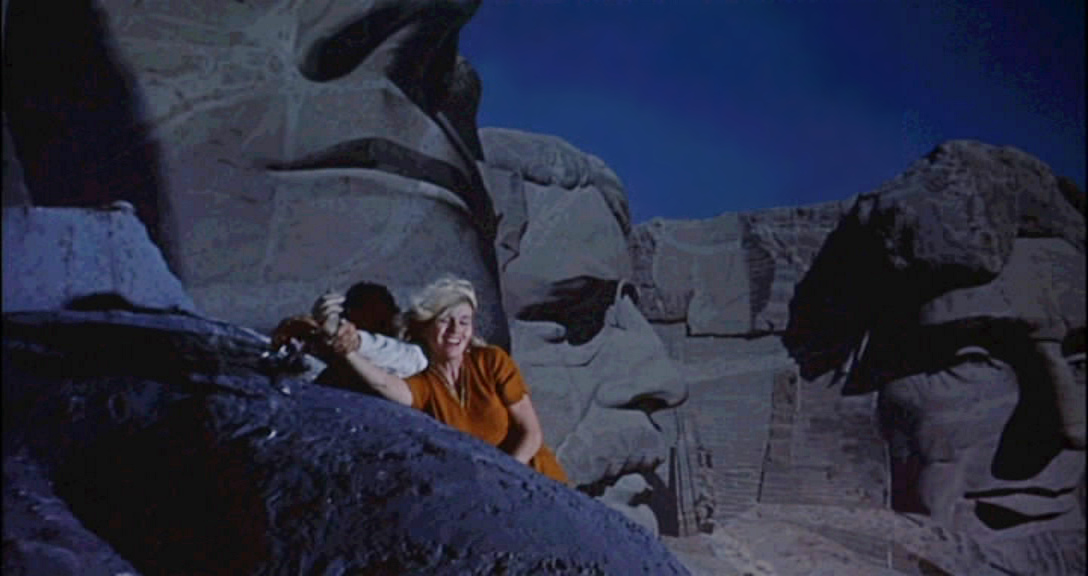
电影《西北偏北》中罗杰·桑希尔（加里·格兰特饰）和伊芙·肯德尔（爱娃·玛丽·森特饰）在乔治·华盛顿雕塑上悬垂着

由于拉什莫尔山以其壮观的总统头像雕刻闻名于世，流行媒介常常会在恶搞时将四位总统换成其他人物或角色。

### 電影
- 《超人2》（Superman II）中，头号反面角色佐德将军（General Zod）和其同伙就利用他们的超能力将四位总统的头像换成了他们三人的脸[33][34]。
- 在蒂姆·波顿的科幻电影裡，火星人也利用他们的飞碟发射的激光把拉什莫尔山上的总统像雕刻成了火星人的头像。
- 《美国之队：世界警察》（Team America: World Police）中，拉什莫尔山就被美国之队闢为他们的基地。不过，最后它却被迈克尔·摩尔的自杀炸弹炸毁了[35][36]。
- 在《星际旅行V：终极先锋》加長版電影中，在2280年代拉什莫尔山上新增了第五位虚构的非裔女性总统的雕像。
- 《西北偏北》（另名《北西北》，North by Northwest）的最后一个场景的背景就是拉什莫尔山。不过这个场景并没有在拉什莫尔山实地拍摄。由于在事先递交的拍摄备案中，提到影片中有一个镜头包含有飞机试图射击爬上总统雕像面部的主人公的内容，公园管理方面没有允许剧组进入拍摄。最后这组镜头是在摄影棚裡通过搭建模型完成的[32][33]。
- 在电视电影《毁灭之日》（10.5: Apocalypse）中，拉什莫尔山被地震所摧毁[34]。
- （Richie Rich）中，富氏家族将3位家庭成员的头像雕刻在一座巨大的石头山上，并将此山命名为“富氏山”（Mount Richmore）。
- 《国家宝藏2：神秘书》中，拉什莫尔山成为地下藏宝洞的标记物[31][32][33]。
- 動畫電影《冰原歷險記4：板塊漂移》中，和堅果一起墜入地核中的松鼠斯奎特因為追逐堅果，遂在地核與地幔之間衝撞，產生連鎖反應，其中之一，是在地面上的一座山上衝撞出四枚姿態各異的松鼠頭像。這一動畫設計可以認為是對拉斯莫爾山總統頭像的一次戲仿。

### 音樂
- 摇滚乐队深紫也曾从拉什莫尔山身上得到启发——在他们的专辑《摇滚深紫》（Deep Purple in Rock）的封面上，他们将拉什莫尔山上的总统雕像换成了乐队五位成员的头像。
- 金花鼠（The Chipmunks）在他们的专辑金花鼠山（英语：Chipmunk Rock）的封面上，拉什莫尔山上的四位总统的雕像变成了冥河乐队成员詹姆斯·扬（James Young）、动画角色土拨鼠阿尔文（Alvin Chipmunk）以及另外两位歌手乔伊·拉莫内（Joey Ramone）和弗兰克·扎帕的头像。

### 小說
- 在红矮星系列的小说《Better Than Life》当中，当主角戴夫·利斯特（Dave Lister）发现了大部分都被垃圾掩埋起来的拉什莫尔山时，他才意识到自己已经回到了地球。此外，故事中的拉什莫尔山还新增了虚构的美国总统伊莱恩·塞林格（Elaine Salinger）的头像。

### 漫畫
- Wildstorm漫画（英语：Wildstorm）中，来自外星的超级英雄Mister Majestic（英语：Mr. Majestic）把它的秘密基地设在拉什莫尔山内。
- 在系列漫画DC Universe裡，多用途執法隊（英语：All Purpose Enforcement Squad）在拉什莫尔山设立了一个秘密基地。
- 日本漫画《火影忍者》中，木葉忍者村后山上的历代火影颜岩的模样取材自拉什莫尔山的构造。
- 日本漫畫《探險間諜》中，將林肯雕像的鼻孔設定為地底世界和地上世界的通道口。

### 影集
- 在电视剧集《巴克·罗杰斯在25世纪》（Buck Rogers in the 25th Century）的某一集中，被控引发毁灭地球的战争的主人公巴克·罗杰斯发现他正身处一个位于拉什莫尔山下的房间。

### 遊戲
- 《潛龍諜影4》中，名Outer Haven的潛艦於艦身上有著四座仿拉什莫尔山的雕像，從左到右分別為Solidus Snake、Solid Snake、Liquid Snake和Big Boss。
- 《終極動員令：紅色警戒3》中，名霍華德·T·阿克曼的盟軍總統，把毀滅蘇聯的終極武器藏在拉什莫尔山的罗斯福头像当中。
- 《快打旋風》中，美國關卡第二關，對戰名為Mike之拳手，背景為拉什莫尔山。
- 《餓狼傳說2》中，泰瑞博格的主場為一輛行駛中的列車，中間會經過拉什摩爾山

## 延伸阅读
- The National Parks: Index 2001-2003. Washington: U.S. Department of the Interior.